# Hemileccinum
Гемілекцин (Hemileccinum) — рід грибів родини Boletaceae. Назва вперше опублікована 2008 року.
В Україні зустрічаються їстівні Боровик жовтий (Боровик напівбілий, Яєчник) (Hemileccinum impolitum) та Боровик неопушений (Hemileccinum depilatum).

## Галерея

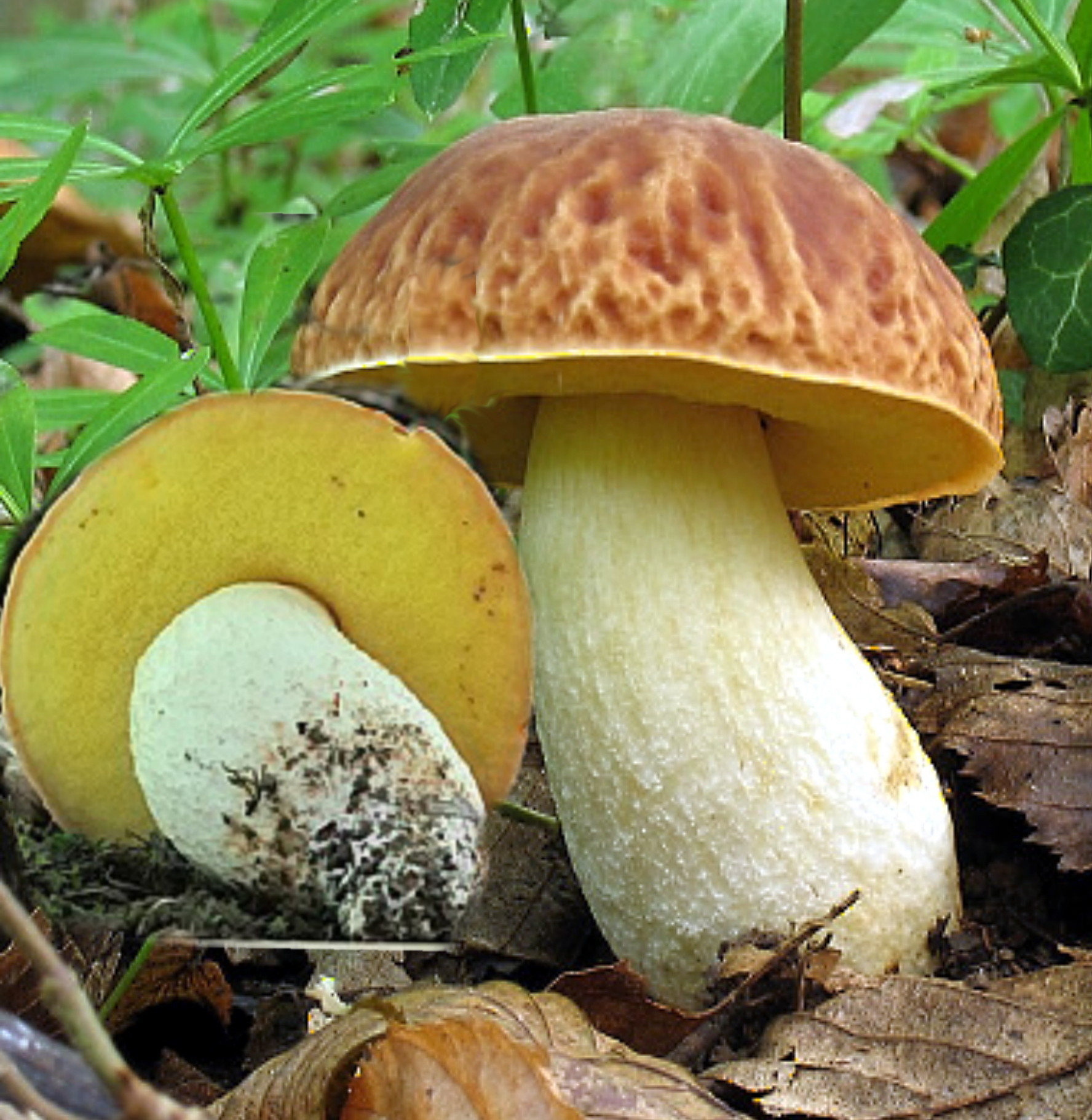
Hemileccinum depilatum
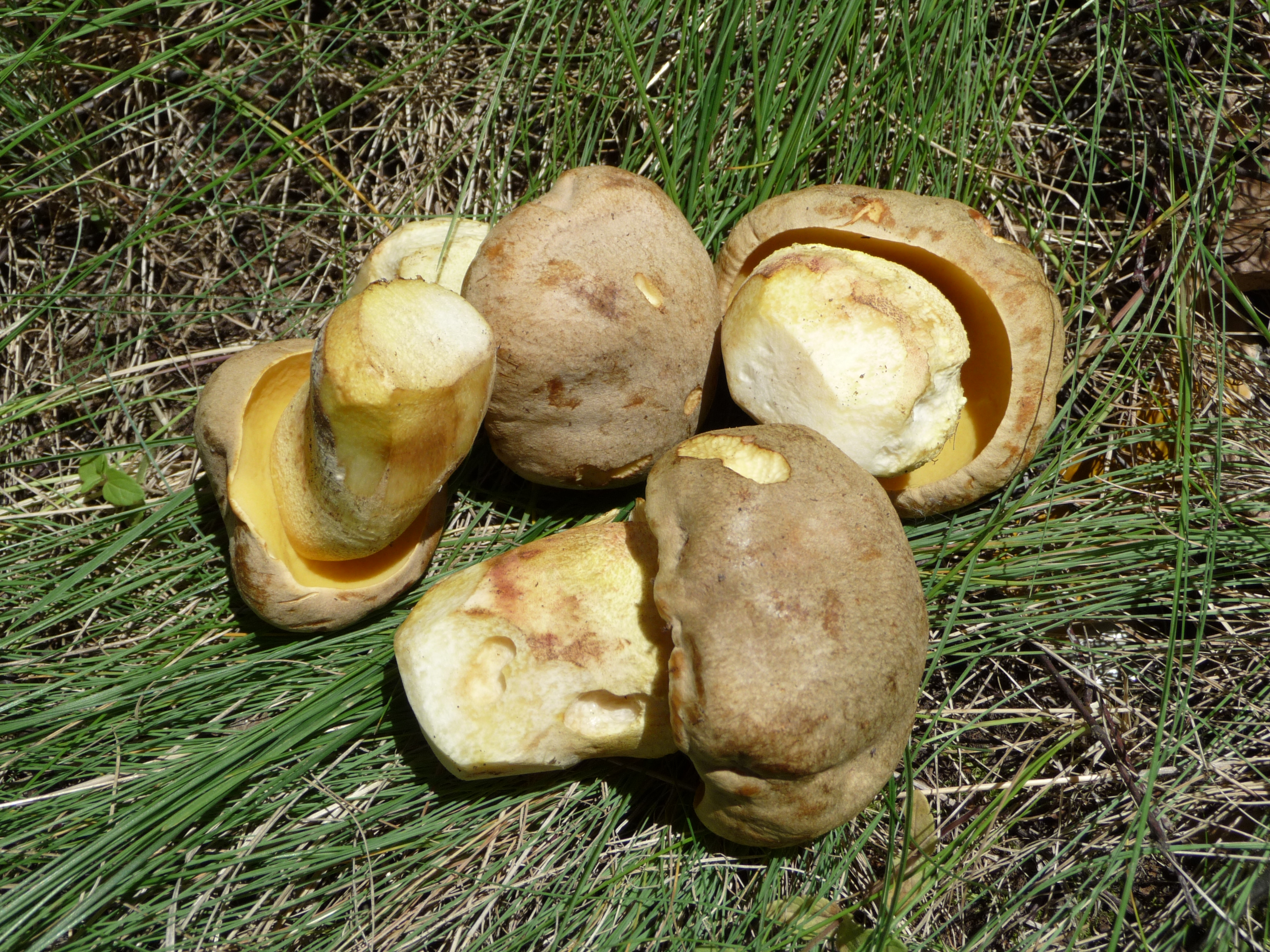
Hemileccinum impolitum
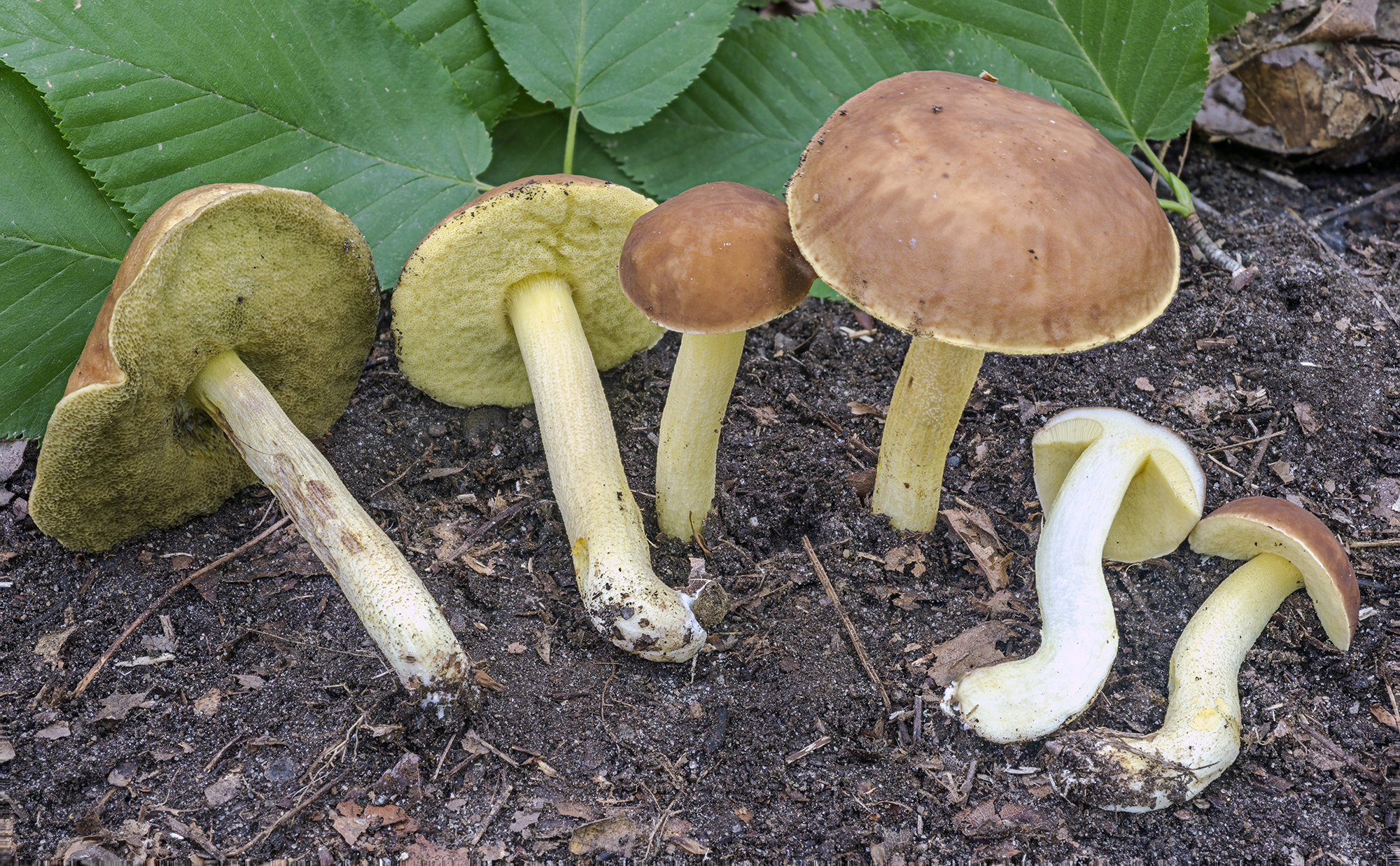
Hemileccinum subglabripes